# 除障者伽内什
除障者伽内什（Vighnaharta Ganesh）为 印度索尼娱乐台（SET）在2017年8月22日首播的电视剧，每周5集，每集约二十几分钟。由Contiloe Entertainment制作，拍摄地点在孟买，改编自《伽内什往世书》、《湿婆往世书》等印度典籍。其中伽内什象头神 （Ganesha），是印度神话中的智慧和财富之神，是湿婆与帕凡提的儿子，梵名毗那也迦，也称“象鼻天”、“障碍神”，在佛教密宗里也有象鼻天。

## 演员
Uzair
Akanksha Puri
Makhan Singh
Basant Bhatt